# Историја Руске православне цркве

## Почеци
Појава хришћанства на тлу данашње Русије везује се за мисију Св. Апостола Андрије Првозваног, који је 60. године боравио на широком подручју од јужног дела Црноморског приморја, у Витинији и Понту, преко Тракије, Скитије, Сарматије до Абхазије. Најстарија сведочанства о његовој проповеди дају
- Св. Иполит, епископ Портуенски (око 222.), Ориген (200—258), Св. Доротеј, епископ Тирски (307—322),

а обрађују је и каснији аутори:
- епископ Епифаније Кипарски († 403), архиепископ Евхерије Лионски (449), Исидор Испалијски (570—636), јерусалимски монах Епифаније (IX век) и летописац Нестор (крај XI века).

Епифаније Кипарски наводи да је апостол постигао велики успех у Иберији, Сванетији, Осетији, Абхазији, Херсону и другде, обративши многе. Проповед око данашњих Кијева и Новгорода такође није остала без плода, али су клице хришћанства ту опстале веома кратко, услед неповољних околности - непросвећености, недостатка пастира, прогона од незнабожаца. Благословивши ове пределе, Христов апостол утврдио је на узвишењу у околини Кијева крст, пророкујући о будућем великом граду са мноштвом храмова и о славној хришћанској будућности ових земаља. Већ у то доба Скитија даје и прве мученике - Енена, Нирена и Пена, ученике Светог. Андреја. У древној Скитији, која се простирала на широком подручју од Дунава и Балканских планина до Азовског мора и Дона, у периоду раног хришћанства основано је шест епархија: 
1. Скитска (Томитанска) са резиденцијом у Томима, где је већ од I до III века долазило до великих прогона хришћана; епархија је највероватније била доминантно словенска по живљу, посебно у пределима од делте Дунава до ушћа Дњестра и даље дуж Црноморске обале; опстала је до X века, а била је позната као једна од узорних у погледу чистоте вере (тако, у IV и V веку она се успешно одупрла Аријевој јереси) и црквеног благоустројства;
2. Херсонска, коју је непосредно основао Св. Андреј Првозвани; међутим, Св. Климент Римски, прогнан у ове крајеве 94. године, овде затиче свега око 2.000 хришћана, али успева да искорени паганство и оснује око 75 цркава, што ће послужити као повод за прогон и мученичко пострадање бројних хришћана и самог њиховог архипастира; обновљена је 310, са првим епископима Василијем и Јефремом, и све до Халкидонског сабора била је аутокефална; међу становништвом у њој преовладавају Грци, али није искључено ни присуство Словена (забележено је да је Св. Јован Касијан, из V века, био пореклом Скит из Херсона);
3. Готска, са територијом од Дунава до Дњестра и Црног мора, на подручју древне Дакије, где је, поред Гота, живело и словенско становништво; први мисионари овде су били грчки заробљеници доведени из Мале Азије, Галатије и Кападокије средином III век, али се већи успех у покрштавању овде бележи око 323, када се оснива епархија, а њен епископ Теофил учествује на Првом васељенском сабору 325.;
4. Сурошка (Сугдајска) на Криму, где се мисионарска активност одвија од IV века;
5. Фулска, на Криму и
6. Босфорска, са резиденцијом у Пантикапеји, данашњем Керчу, која је постојала од IV века.

## Прво покрштавање
Прво покрштавање Руса одиграло се у доба кнезова Аскољда и Дира (866), након неуспелог напада на Константинопољ, када руски бродови беху потопљени пошто је патријарх Фотије, отслуживши молебан, изнео чудотворну ризу Пресвете Богородице; ово на нападаче остави снажан утисак, те, вративши се, они пошаљу изасланике са молбом да се и њима благовести вера Христова. Зато им би послат епископ, а масовности покрштавања нарочито је допринело чудо са бацањем Јеванђеља у огањ, када оно остаје нетакнуто пламеном.
Аскољд и Дир владају још 15 година, и могућно је (хипотеза В. Татишчева) да су мученички пострадали. Њихови наследници на Кијевском престолу - Олег од Новгорода (882—912) и Игор Рјурикович (912—945) били су пагани, али за њихове владе хришћанство није искорењено, понајвише захваљујући трговачким, поморским и другим везама са Византијом. Велика књегиња Олга Кијевска (945—955) прима, међутим, крштење у Константинопољу (957), да би по повратку у домовину, проживевши још око 12 година, мисионарила, уклањала паганске кумире, постављала крстове и градила цркве (дрвени храм Св. Софије у Кијеву, храм Св. Живоначалне Тројице у завичајном Пскову). Олга, ипак, не успева да обрати сина јединца Свјатослава I (955—972); напротив, после пораза у сукобу са Бугарима и Грцима он предузима прогон хришћана и рушење храмова.
У доба владавине Јарополка I (972—980) положај хришћана се побољшава. Кнез Владимир I (980—1015) на почетку владавине обнавља и подиже нове идоле и присиљава хришћане да им се клањају; прекретница наступа од 968, када му долазе проповедници ислама, јудаизма, западног (Немци) и источног хришћанства (Грци), што подстиче слање руских изасланика у њихове земље, који Владимира извештавају да су највеличанственије богослужење доживели у Константинопољу. Кнез Владимир 988. године, после успешног похода на Херсон, прима крштење, одводи са собом пастире који ће просвећивати његове поданике и односи мноштво икона и богослужбених сасуда. Хришћанство постаје државна религија; масовна крштења обављају се у Кијеву, Новгороду, Ростову, Суздаљу, Полоцку, Турову, Смољенску, Пскову и другде. Летописи наводе да је Владимир издао наредбу да се крштењу приводе људи „по свим градовима и селима“, те да је митрополит Михаило (988—992) обишао „сву земљу руску“ проповедајући веру Христову.
Сину и наследнику Владимировом, Јарославу Мудром (1019—1054), пало је у део само да учврсти већ примљену веру и доврши дело очево. Хришћанство је најбоље прихваћено на југу (везе са Грчком, са хришћанским насеобинама на Црном мору, традиција из времена Асколда и Дира), а мање на североистоку. После Михаилове смрти на архијерејску катедру постављен је Леонтије (992—1008), следе Јован I (1008-1035) и Теопемт (1035—1049). Руска црква обухвата у то доба најмање 6 митрополија (Новгородска, Черњиговска, Ростовска, Владимиро-Волинска, Белгородска и Кијевска), налазећи се под јурисдикцијом Константинопољске патријаршије; епископи и највећи део свештенства првобитно су били Грци и Бугари, а први руски јереји спомињу се у доба кнеза Јарослава. Руски владаоци ктитори су већег броја храмова (Владимир - цркава Св. Василија и Пресвете Богородице у Кијеву, Преображења Господњег у Васиљеву, Св. Василија у Вишгороду и др, Јарослав - кијевских храмова Св. Софије Премудрости Божије, Благовештења, Св. Георгија и Св. Ирене, Софијског сабора у Новгороду и др.), зиданих у византијском стилу, са олтарским зидовима у мозаику, а осталим у фрескопису, са 13 или 5 купола. Ово је и доба првих канонизација на руском тлу (Св. „страстотерпци“ Борис и Глеб, канонизовани од митрополита Јована, који им саставља службу 1020. и 1039.). Отпочиње развој просвете (још кнез Владимир настојао је да у свакој парохији при цркви делује и школа) и писмености, посебно заслугом кнеза Јарослава, који предузима превођење и преписивање књига, као и оснивање књижница. Оснивају се први манастири: у Кијеву - манастир Св. архистратига Михаила, заслугом митрополита Михаила, као и манастир Пресвете Богородице, заслугом кнеза Владимира; у Вишгороду - манастир Св. Спаса, и др. Постављају се темељи развоју црквеног права: иако је у Русији прихваћен Схоластиков и Фотијев Номоканон, кнез Владимир на његовом основу доноси посебно законоправило, а њиме се прописују кнежевске имовинске обавезе према саборној цркви, делокруг црквеног суда и побрајају лица духовног сталежа и она која се издржавају од Цркве; реч је о првој модификацији византијског законодавства саобразно руским условима и документу који нуди нека оригинална решења (свештенство и духовни сталеж у целини добијају већа права него што је то случај у Византији). Најинтензивније везе у овом периоду негују се са Цариградском патријаршијом, која поставља руске митрополите, као и са Бугарском црквом, чија је мисија у Русији културно-просветитељског карактера (помоћ у богослужбеним књигама, пастирима, учитељима писмености, преписивачима).

## Време промена
Године 1051. на митрополитску катедру први пут доспева Рус, знаменити писац и беседник Иларион, чувен са свога образовања и благочастивости (дела: „Слово о закону и благодати“, „Похвала кнезу Владимиру“ и др.), кога ће опет наследити низ грчких архијереја: Јефрем I (1055), Георгије (1062—1072), Јован II (1077—1089), Јован III (1089—1090), Јефрем II (1091—1096), Николај (1097-прибл. 1101. или 1103), Никифор I (1104—1121), Никита (1122—1126) и Михаил II (1130—1145).
Број епархија увећава се на 12 (у другој половини XI века оснивају се Тмутараканска, Перејаславска и Јурјевска, а у XII веку Полоцка, Туровска и Смољенска епархија). Јавља се низ знаменитих архијереја: Лука Жидјата, епископ новгородски (први Рус удостојен епископског чина, 1036), Свети Никита Новгородски, Свети Стефан Владимирски, Св. Леонтије и Свети Исаија Ростовски. Долази до даљег учвршћивања хришћанства, премда постоји и отпор христијанизацији (у Ростову и Мурому), а снажан је и утицај сујеверја (нарочито на североистоку земље).
У то време отпочиње делатност Кијево-Печерске лавре (оснивач - преподобни Антоније Печерски, 1051, а највећи процват везује се за игумановање Теодосијево, 1057-1074), где се живот организује према Константинопољском студитском уставу, који ће постати норма за све руске општежитељне манастире. Ова лавра даће 118 Светих, канонизованих највећим делом 1643, у доба митрополита Петра Могиле, као и већи број архијереја. Ово је доба успона домаћег богословља и књижевности - појаве дела руских (митрополит Иларион, Теодосије Печерски, црноризац Јаков, летописац Нестор, игуман Данило) и грчких аутора (полемички и канонички списи митрополита Георгија, Јована II и Никифора), као и обимне преводилачке продукције.

## Даљи развој
Године 1147. велики кнез Изјаслав сазива у Кијеву Сабор руских епископа, и на митрополитску катедру, без консултација са цариградским патријархом, бива постављен Климент Смољатич, „Рус родом“, „књижевник и филозоф каквога још није било“, али ово изазива негативну реакцију надређених црквених власти - одбијање његовог признавања. Ипак, он остаје на овом положају до 1155, премда ће византијска струја надвладати, тако да ће још читав век Руска црква остати у потпуној зависности од Цариграда, са првоархијерејима Грцима: Константин I (1156—1159), Теодор (1161—1163), Јован IV (1164—1166), Константин II (1167-после 1172), Никифор II (помиње се од 1182—1197), Матеј (помиње се 1201, † 1120), Кирил I (1224-1233) и Јосиф (1237—1240). Оснивају се нове епархије; неколико епископа из овога доба биће канонизовано (Нифонт и Илија Новгородски, Кирил Туровски, Симеон Владимирски). Вера се шири у пограничним областима и међу другим народима: у Вологди (заслугом преподобног Герасима), Лифландији, Литванији, Карелији, међу Половцима, као и у суздаљском крају, међу Јеврејима и Бугарима.
Средишта монашког живота се из Кијева и јужне Русије, која губи пређашњи политички значај, померају ка Суздаљу, централној Русији и даље на север (Новгород и суседне области). Само у Новгороду делује 20 обитељи, од тога 13 новооснованих. Зидају се нови храмови, нарочито у Суздаљској и Новгородској области; неимари су углавном Грци и Немци, а међу живописцима има и Руса (Спасова црква код Полоцка, Спасо-Нередицки храм у Новгороду). Развој писмености обележавају дела Св. Кирила Туровског (беседе, посланице, молитве, молбени канони), Св. Симона Владимирског, летописна и хагиографска литература, а јавља се и низ значајних превода (катихезе Св. Кирила Јерусалимског, Синајски патерик, списи Св. Јована Златоустог, Кирила Александријског, Исидора Пелусиота, Јована Лествичника и др.).
Допринос развоју црквеног законодавства дају епископ Нифонт Новгородски, архиепископ Илија и смољенски кнез Ростислав Мстиславич, сви са невеликим списима. У Кијеву се сазивају четири архијерејска сабора (1147, 1160, 1168, 1169). Кнезови и народ учествују у изабирању архипастира и њиховом удаљавању са катедри, у оснивању епархија, установљавању нових празника, као што и пастири Цркве узимају учешћа у грађанским пословима (постављање кнезова, мирење завађених народних вођа). У ово доба отпочињу први већи сукоби са римокатоличким клиром. У Галичу је, пошто су епископ и свештеници прогнани, а цркве претворене у костеле, око 1230. основана латинска архиепископија. Папа Григорије IX 1231. упућује посланицу великом кнезу Георгију Всеволодовичу са позивом да пређе у римокатолицизам, али без одјека. Летописи не бележе ниједан случај добровољног одрицања од православне вере и преласка у римокатолицизам. С друге стране, римокатолици имају пуну слободу живљења у руским градовима и отвореног исповедања своје вере (богомоље у Кијеву, Новгороду, Пскову и др.).

## Раздори у држави
Државу ослабљену унутрашњим раздорима и кнежевским распрама нападају најпре Половци и суседни народи, да би 1223—1240. протекле у знаку најезде Монгола. 1240. при нападу Монгола на Кијев живот губи митрополит Јосиф, и Руси по трећи пут - што због историјских прилика, што због отежаних веза са Никејом - самостално бирају митрополита (Кирил II, 1243—1280).
То је први корак у слабљењу зависности од Константинопољске пастријаршије; 28 година након Кирилове смрти сличан случај поновиће се и при хиротонији митрополита Петра, а касније код постављења митрополита Алексија и још неколико пута до 1448. Од 1448, када је јединствена руска митрополија подељена на две - Западну и Источну, биће предузет и други, најважнији корак у правцу постизања пуне аутокефалности: за Западну митрополију Патријарх допушта да локални епископи самостално изабирају првојерарха из својих редова, али да буде постављан са благословом Цариграда, а за Источну даје благослов да без претходних консултација Сабор руских јерараха и изабира, и поставља митрополите од руских епископа; на тај начин је Источна митрополија на делу задобила самосталност и независност.

## Доба монголске владавине
Доба монголске владавине, и поред пустошења манастира, опадања нивоа духовне просвете, црквене дисциплине и морала у народу, у унутрашњем устројству Цркве не доноси радикалне промене. Митрополит Кирил и његови прејемници - Максим Грк (1283—1305), Петар (1308—1326) и Теогност (1328—1353) пред монголским хановима штите права свештенства, Цркве и народа. Године 1352. долази до краткотрајне смуте: неки инок Теодорит доспева у Константинопољ са захтевом да буде постављен на катедру Руске митрополије, уверавајући да је Теогност преминуо; патријарх сазнаје истину, али овај одлази у Трново и бива хиротонисан од бугарског митрополита, што ће изазвати огорченост и у Константинопољу, и у Москви. Легално бива изабран Алексије, епископ Владимирски, Рус (1354—1378); 10 година по његовој кончини биће доба највеће смуте у историји Руске митрополије, чији је главни актер некадашњи свештеник Митјај, у монаштву Михаил, кога фаворизује велики кнез Димитрије Иванович, али коме Св. Алексије за живота не даје благослов да га наследи на катедри. Михаил налази ослонац и потпору у цариградском патријарху Макарију, те бива хиротонисан и управља Црквом 18 месеци, али изненада умире на путу за Грчку 1379. Његови пратиоци намере да митрополита изаберу између 3 архимандрита који су се налазили у Михаиловој свити. Један од њих, Пимен из Перејаславља, уживао је подршку бољара, али император Јован IV Палеолог и патријарх Нил решавају спор у корист Кипријана (1380—1385). Пимен, међутим, поткупљивањем постиже да Кипријан остане само митрополит Мале Русије и Литваније, а да он буде хиротонисан за митрополита Кијева и све Русије (1385—1390). Велики кнез Димитрије Иванович Донски не прима Пимена, већ га осуђује на заточеништво у Чухломи и Твери. Августа 1382, два дана пре но што ће Тохтамиш разорити Москву, Кипријан се враћа по Димитријевом позиву, да би октобра, у наступу кнежевог незадовољства, био изнова прогнан. Цариградски патријарх у међувремену поставља Дионисија, али он је задржан у Кијеву и умире у заточеништву.
По Пименовој и смрти кнеза Димитрија Ивановича Кипријан се поново враћа на катедру, да би, након 13 година смуте, управљао Црквом 1390—1406. По његовој смрти поново нема сагласја: литавски кнез Витавт фаворизује полоцког епископа Теодосија, али цариградски патријарх поставља Грка Фотија (1410—1431), кога ће наследити Исидор (1437—1441). Ово је и доба затварања и привременог остајања низа епархија без архипастира због неповољних околности. У односу према Православној цркви Монголи, ипак, показују толерантност, с обзиром да им „Јаса“, или „Књига забрана“, која садржи законе Џингис-кана, прописује верску трпељивост и подједнако уважавање свих религија. Они допуштају поробљеном живљу да се држи своје вере и да слободно обавља своје службе, па чак и поштују хришћанске обреде и присуствују богослужењима. Међутим, руски кнезови приликом доласка монголским хановима били су дужни да обаве обреде клањања Сунцу и жбуњу и проласка кроз ватру; неки су се, подстакнути хришћанском ревношћу, успротивили, те су прибројани чину мученика (черњиговски кнез Михаил, бољар Теодор).
Древних Џингис-канових прописа Монголи ће се држати и након прихватања мухамеданства (1313); у таквим околностима руски духовници неометано мисионаре међу њима, приводећи их крштењу. Православна мисија постиже успех и у Литванији: од 1246, када велики кнез Миндовг прима „веру хришћанску од Истока“, до кнеза Јагајле, који прелази у католицизам 1386, велики део литавских кнезова исповеда православље. Мисија се шири и у пермском крају,  међу зирјанским живљем (Св. Стефан Пермски). Увећава се број манастирских обитељи (тако, преподобни Авраамије Галички оснива 4 манастира, Макарије Унженски 3, Дионисије Глушицки 3, Терапонт Белојезерски, Димитрије Прилуцки, Стефан Макрицки 2), а снажан је и морални утицај великих подвижника тога доба - Сергија Радоњешког, Кирила Белојезерског, Петра и Алексија Московског, Мојсија Новгородског. Иако је мноштво храмова порушено и оштећено, други се зидају и фрескопишу. Ово је доба процвата црквеног сликарства: најзнаменитији живописци који су обележили епоху били су Теофан Грк (осликао 1378. Спаску цркву у Новгороду, 1395. Рођења Пресвете Богородице, 1399. Саборни храм св. Архангела, 1405. Благовештењски сабор, све у Москви), Андреј Рубљов (осликао 1408. Саборни храм у Владимиру, 1422. Саборни храм Св. Тројице у Лаври Св. Сергија), Данило „иконик“ и др. Најзначајнији споменици црквеног права створени у овом раздобљу били су зборници Никона Черногорца, Кирила Белојезерског, поуке, правила и посланице митрополита Максима, Петра, Фотија, Теогноста, Алексија и Кипријана, као и одлуке сабора руских архијереја 1274. и 1301. У духовној литератури најснажнији је печат митрополита Кирила II, Петра и Алексија, епископа Серапиона Владимирског и Кирила Ростовског; бележи се и тзв. други јужно-словенски утицај, чији су главни протагонисти митрополит Кипријан и Григорије Цамблак (беседе, полемички чланци, богослужбени текстови). На плану међуконфесионалних односа ваља напоменути да је монголска инвазија представљала повод за зближавање са Римокатоличком црквом. Тако, 1245. папа Инокентије IV предлаже руским епископима да се присаједине западној Цркви. Сагласност изјављује галички кнез Данило, условљавајући присаједињење папском заштитом његове кнежевине; како помоћ Запада није била задовољавајућа, 1249. кнез прогони папског легата Алберта и прекида сваки контакт са Римом. 1252. он се поново, на инстистирање пољских великаша заклиње на верност римској Цркви, примивши у Дрогичину царски венац „од престола Светог Петра“, али пошто опет не добија помоћ, 1257. прекида унију. Снажан продор католицизма карактеристичан је за југ Русије: оснивају се архибискупије у Лавову (1361), Галичу, Перемишљу, Владимиру и Холму (1374). Премда је руски првојерарх Исидор био један од највећих заговорника Фирентинске уније, помоћу које су византијски императори желели да добију помоћ за отпор Турцима, у отаџбини он није прихваћен, него је проглашен за „латинског преластника и јеретика“ (1441), као што је и декларација Флорентинског сабора жигосана као „противна светим правилима и предању“. Пошто су византијски император и константипољски патријарх подржали унију, Сабор руских архијереја доноси одлуку да самостално постави православног првојерарха уместо одступника Исидора, што ће означити почетак борбе за самосталност и независност Руске цркве. На катедру је постављен епископ Рјазански Јона (1449—1461) који ће се, имајући у виду опасност од католицизма, постарати око обједињавања југозападних епархија (споразуми са пољским краљем Казимиром и волинским епископом Данилом); после пада Цариграда 1453, одазива се на молбе патријарха Генадија за слање помоћи угроженим хришћанима, што ће у великој мери утицати да Цариградска патријаршија призна право руским архијерејима да без консултовања константинопољског престола изабирају првојерархе. Штавише, Руска митрополија ставља се изнад свих осталих, као прва после престола патријараха Јерусалимских. Јонини наследници - Теодосије Ростовски (1461—1465), Филип I (1465-1473) и Геронтије (1473—1489) стараће се углавном за статус Новгородске и Псковске епархије и морално стање свештенства и монаштва. Од 1491. на митрополитској катедри ће се наћи јеретик и вероотступник Зосима, у историји забележен као најнедостојнији од свих руских првојерараха; заслугом преподобног Јосифа Волоколамског и суздаљског епископа Нифонта, овај поборник јереси „жидовстујућих“ сам ће напустити положај 1494, да би га заменио митрополит Симон (1496—1511), за чијег управљања је 1503. одржан знаменити Сабор са учесницима Нилом Сорским, Јосифом Волоколамским, Пајсијем Јарославовом, а чија је централна тема била полемика између „стјажатеља“ (игумани Тројице-Сергијевог и Волоколамског манастира Серапион и Јосиф) и „нестјажатеља“ (Нил Сорски и белозерски старци) о начину издржавања обитељи, односно допустивости или недопустивости да манастири у свом поседу имају метохе и располажу већом имовином; победу односи „Јосифљанска“ струја са ставом о неопходности стицања црквених имања. 1504. одржава се други значајни сабор, сазван поводом јереси „жидовствујућих“, где ће она бити анатемисана, опет понајвише заслугом Јосифа Волоколамског.
Даље се на положају руских просветитеља смењују Варлаам (1511—1522), Данило (1522—1539), Јоасаф (1539—1543), Макарије (1543—1563), Атанасије (1564—1566), Филип (1566—1569), Кирил III (1568-1572) и Дионисије (1581—1586). Ово је доба великих сабора, подстакнутих борбом са јересима (1531. осуђен је Максим Грк због догматичких оглушења при прегледању и исправљању црквених књига и Васијан због блискости са жидовствујућима, 1553. - јерес Матвеја Семјонова Башкина, Теодосија Косог и Игњатија, као и неприхватљива тумачења Ивана Висковатог у вези са иконописањем), потребом канонизације руских светаца (1547, 1549), али највећи значај поприма тзв. Стоглави сабор (1551.), који ће донети низ одлука о црквеној управи и суду, богослужбеном типику, исправљању сакралних књига, иконописању, избору свештеника, манастирском животу, о духовним школама, искорењивању сујеверја и штетних обичаја у народу и др.; његове ће одлуке важити још читавих 150 година. Московска митрополија шири свој утицај и територије, делом благодарећи успешној мисији (међу Зирјанима у Перму, финским племенима у пределима око Белог мора и Северног леденог океана), делом услед руских освајања (заузимање казањске и астрахањске покрајине резултује оснивањем Казањске архиепископије те присаједињењем Полоцке, Смољенске и Јурјевске епископије Московској митрополији). Оснива се мноштво манастира, нарочито у северним пределима (Новгород, Вологда, Перм), доносе се оригинални устави општежитељног монаштва (Јефросин Псковски, Јосиф Волоколамски, Корнилије Комељски, Нил Сорски, Герасим Болдински). У духовној литератури запажена је делатност митрополита Теодосија, Филипа и Макарија, Србина Пахомија Логофета, Јосифа Волоколамског, Максима Грка, а на подручју црквеног права значајно је да се Номоканони обогаћују чланцима каноничког садржаја из пера руских аутора (митрополита Јована, Кирила, Максима и др.). Западноруска (Литавска) митрополија 1458—1596. изложена је снажним притисцима у правцу прихватања Уније, инспирисаним свешћу о томе да је, након уједињења Литве и Пољске 1569, главна препрека покоравања Московске кнежевине различитост у вери, те се црквена унија поима као пут ка политичком уједињењу. Литавски владари лишавају православце могућности да стекну високе положаје у држави, забрањују изградњу и обнову православних храмова, одузимају постојеће богомоље и предају их унијатима, располажући при томе и правом „патронатства“ према Православној цркви, одн. расподеле архијерејских катедри, на које се доводе њима лојални јерарси. Од 1458. до 1503. римокатолички клир у спрези са литавско-пољским владарима свим средствима настоји да православне приволи на Флорентинску унију; присутни су и покушаји самих православних да прихвате Унију (митрополити Григорије Бугарин, Мисаил, Јосиф Болгаринович), али се они завршавају неуспешно. Од 1503. до 1555. борба јењава, и директних покушаја унијаћења нема; ситуација се погоршава од 1555. до 1589, када долази до снажних напада језуита и протестаната, на које православни немају ваљан одговор (тадашњи митрополити Силвестер Белкевич, Јона Протасевич, Илија Куча и Онисифор Девочка нису дорасли потребама времена), да би раздобље од 1589. до 1596. било обележено издајом међу православним клиром, те се у садејству са Латинима у Литванији коначно уводи унија.

## Успостављање патријаршије
Године 1589, након седмогодишњих припрема, успоставља се Руска патријаршија. Идеју о њеном оснивању први изриче цар Теодор Иванович; у основи те идеје је поставка о Москви као „трећем Риму“. Током првих 65 година (1589—1654) под њеном јурисдикцијом су само епархије на тлу Московске државе (пређашња Источноруска митрополија), док Западноруска митрополија остаје потчињена Цариграду; од 1654. до 1720. власт руских патријарарха постепено се шири, паралелно са припајањем Малорусије (Украјине) Великој Русији. Након управљања патријарха Јова (1589—1605), заслужног за реформу устројства Цркве и увођење поретка међу свештенство, највеће после Стоглавог сабора, и Ермогена (1606—1612), у атмосфери државне смуте изазване борбама за престо патријарашки трон бива упражњен од 1612. до 1619, да би затим на њега ступили Филарет Никитич (1619—1633), иницијатор више значајних црквених и државних потеза, инспиратор исправљања црквених књига, борац против утицаја католичке и протестантске теологије у руској средини, затим Јоасаф I (1634-1641) и Јосиф (1642—1652), који настављају исправљање и омасовљују штампање богослужбених, али и светоотачких, хагиографских, апологетичких, полемичких књига. Ипак, по овој делатности највише ће остати упамћен патријарх Никон (1652—1658), који тим поводом сазива саборе 1654. и 1655, чије одлуке изазивају незадовољство поборника „старе вере“ или староверце (протопоп Авакум, епископ Павле, протопоп Данило и др.) и раскол. Никонов радикализам и непомирљивост изазивају гнев околине; суочен са тиме, он напушта патријарашки положај, да би на Сабору 1666. био осуђен на лишавање архијерејског чина и заточење. Сабор 1667. доноси одлуку о анатемисању расколоучитеља и њихових следбеника, признајући ваљаност исправки начињених за Никона у богослужбеним књигама. Потоњи патријарси, Јоасаф II (1667-1672), Питирим (1672—1673), Јоаким (1674—1690) и Адријан (1690—1700), настављају борбу са расколом и постепено шире свој утицај на Западноруску митрополију, која се 1685. коначно припаја Московској патријаршији након неколико значајних политичких корака у правцу уједињења Украјине и Русије (устанак Богдана Хмељницког 1648. и образовање Украјинског хетманства, одлука Земаљског сабора 1653. о припајању Украјине Русији), што ће омогућити спречавање продора западне теологије те католичког и протестантског утицаја на југу.

## Време Петра Великог
Радикални заокрет у устројству Руске цркве чини Петар Велики, који након Адријанове смрти поставља најпре Стефана Јаворског за местобљуститеља патријарашког престола (1700—1721), да би од 1721. управљање Црквом било поверено Синоду, чиме се Патријаршија укида. Отпочиње снажна секуларизација друштва, а Црква се ставља у подређен положај у односу на државу и поима као саставни део њеног поретка, док се њена мистичка реалност занемарује ("Духовни регламент“ Теофана Прокоповича). Петрова епоха неповољно се одражава и на положај монаштва (примање пострига условљава се царским одобрењем, манастирска имовина се ограничава на мимимум), а свештенство се приморава да делује као део полицијског апарата (обавезује се да извештава о противницима реформи, незадовољствима царском влашћу и сл. чак и по цену оглушивања о тајност исповести). У теологији се фаворизује западни утицај (Кијевска и Московска академија) и прокламује идеја о блискости православља и протестантизма, према којој православље представља само умерени и ритуалистички протестантизам (акад. Колиј, "Ecclesia graeca lutheranisans", 1723).

## Реформе Катарине II
Катарина II иде још даље у „реформисању“ Цркве у духу просветитељства, доневши одлуку 1764. о одузимању имовине епархијама и манастирима, због чега је већина обитељи запустела; најодлучнији отпор царици пружа митрополит Арсеније Мацијевич, премда без успеха.
Крај века завршава се великом обновом монаштва: васпостављају се Валаам, Коњевец и други духовни центри, издаје се руски превод „Добротољубља“ (1793), јавља се неколико значајних духовника, аутора превасходно аскетичких списа - Свети Тихон Задонски (1724—1728), Преподобни Пајсије Величковски (1722—1794) и др.
Почетак XIX века доноси нова уплитања државе у црквене послове и нова одступања од изворног православља; 1817. оснива се Министарство духовних дела и народне просвете на челу са кнезом А. Н. Голицином, који самим својим положајем „ступа у црквени клир“ у својству „местобљуститеља спољњег епископа“, са задатком да ради на обједињавању свих вероисповести у Руској Империји. Ипак, православна мисија постиже успехе и у овом раздобљу (међу Калмицима, Киргизима, Осетинцима, староседеоцима Сибира, итд.). Оснива се Руско библијско друштво (1814) и излазе први преводи Светог писма на руски језик.
Друга половина XIX века донеће реформу духовних школа (1867), низ мера у борби са расколом, подстицање мисионарења у Сибиру и на Кавказу, реорганизацију свештенства и либерализацију пријема на црквене дужности (од 1869. то се омогућава лицима свих сталежа и звања, уместо некадашњег наследног права). Развој богословске науке обележавају дела Св. Филарета (Дроздова), митрополита Московског (1783—1867), архиепископа Инокентија Борисова (1800—1857), митрополита Макарија Булгакова (1816—1882), архиепископа Филарета Черњиговског (1805—1866) и др. Оживљава и активност монаштва, чији су најзначајнији представници Преподобни Серафим Саровски (1759—1833), те плодни аутори дела аскетичко-мистичког карактера Свети Игњатије Брјанчанинов (1807—1867) и Свети Теофан Затворник (1815—1894).

## Двадесети век
Почетак XX века доноси снажење тежњи за реформом устројства Цркве и васпостављањем Патријаршије, истицаних и у ранијим раздобљима (митрополит Арсеније Мацијевич, архиепископ Амвросије Јушкевич, низ јерараха, богослова и религиозних филозофа XIX в.). Повољну духовну климу ствара активност религијско-филозофских сабрања представника световне културе и Цркве у Петрограду (1901—1903), оснивање богословско-филозофских друштава у Москви, Петрограду и Кијеву (1906—1907), као и делатност истакнутих мислилаца (Сергије Булгаков, Павле Флоренски, Николај Берђајев, Семьон Франк, Иван Иљин, Василиј Зењковски и др.). У црквену јавност све више продире свест о неопходности сазивања Помесног сабора, који би се позабавио коренитим променама у устројству РПЦ. Значајни кораци на том плану чине се 1905. (појава Меморандума о пожељним реформама, којим се захтева „укидање или макар слабљење непрекидног старатељства и одвећ будне контроле црквеног живота од стране световних власти, чиме се Цркви одузима самосталност и иницијатива“, реферат Светог синода са предлогом императору да „размотри садашњи државни положај Цркве у Русији“ и сазове у Москви Сабор епископа ради избора Патријарха и предузимања реформи).
Интензивне припреме за Сабор обављају се све до 1917, када он отпочиње са радом (15. августа), уз учешће 564 члана, од тога 265 свештених лица и 299 лаика. Поред историјског решења о обнови Патријаршије (28. октобра), избора и интронизације Патријарха Тихона (21. новембра), Сабор доноси низ одлука о реорганизацији највише црквене и епархијске управе, устројству и статусу црквене општине и парохије, спољашњој и унутрашњој мисији и др, а у новонасталим околностима револуционарног преврата одлучно осуђује декрет Совјета народних комесара „О одвајању Цркве од државе и школе од Цркве“, квалификујући га као „отворени прогон Цркве“, што се показује као тачно: отпочињу ликвидације свештенства и монаштва (8. октобра 1917. убијен је протојереј Јован Кочуров, 25. јануара 1918. митрополит Владимир Кијевски, следе масовне репресалије услед којих крајем 1919. у животу остаје свега 40.000 свештенослужитеља), разарање и затварање храмова (тако, 1921. затвара се 722 манастира, а до 1938. ликвидирано је 95% храмова у односу на стање са почетка 20-их година), одузимање драгоцености (кампања „помоћи гладнима“ 1922.), скрнављење светих моштију, затварање, прогањање и упућивање на принудне радове свештених лица и верног народа. Црквом управља патријарх Тихон (Беллавин), пружајући отпор како богоборним властима, тако и расколу „обновитеља“ („живоцерковника”) на челу са Александром Введенским и Владимиром Красницким, који прокламују лојалност властима, захтевајући реформу црквеног устројства по цену раскида са канонима и предањем и борећи се за Тихоново свргавање.
Патријарх Тихон бива излаган хапшењима и присмотри, да би, обремењен годинама и измучен, умро 1925, након чега митрополит Петар Пољански бива проглашен за местобљуститеља; исте године он бива ухапшен, и на његово место доспева митрополит Сергије Старогородски, који ће у овом чину управљати Црквом до 1943, а од 1943. до смрти 1944. у својству патријарха. Излаган хапшењима и притисцима, митрополит Сергије 29. јула 1927. обзнањује Декларацију о легализацији Цркве и њеној лојалности постојећим грађанским властима, која ће изазвати осуду бројних архијереја, свештеника и лаика, стварање „Катакомбне цркве“ и „Јосифљански раскол“, чији су протагонисти присталице митрополита Јосифа Петровиха и епископа Виктора Островидова.
Руска црква у дијаспори, конституисана 1920. године, реагујући на Декларацију, 5. јула 1928. доноси одлуку „о принудном привременом административном одвајању од московске црквене власти“, чиме је означен раскид у канонском општењу. Премда уочи Другог светског рата, након кампање из тзв. „безбожне петољетке“ Црква на читавој територији Русије располаже са укупно 100 активних храмова, а свега 4 архијереја нису у заточеништву, напад нацистичке Немачке на Совјетски Савез она дочекује са патриотским апелима, као и конкретном материјалном помоћи оружаним снагама од добровољних прилога храмова и црквених општина. Рачунајући на њену моралну, духовну и национално-патриотску подршку, власти од септембра 1943. (сусрет Ј. В. Стаљина са тројицом архијереја) чине заокрет у политици према Цркви: дозвољава се поновно отварање храмова и просветних институцуја РПЦ, као и интронизација патријарха и образовање Светог архијерејског синода, пошто је Привремени синод из 1927. принудно распуштен 1935.

## Послератни период
У послератном раздобљу на трон московског патријарха доспевају митрополит Алексије Симански (1945—1970), Пимен Извеков (1971—1990) и Алексије II (1990—2008).
Положај Цркве нагло се погоршава од 1958. до 1964, када се поново масовно затварају храмови и манастири и оживљава прогон хришћана; године 1965. свештеници Н. Ешлиман и Г. Јакуњин упућују отворено писмо председнику Президијума Врховног совјета Н. Подгорном са протестом против мешања државе у живот Цркве; отпочиње и интензивна активност дисидентског покрета (свештеници С. Желутков, Д. Дудко, В. Ромањук и др.). Дискриминација Цркве у разним облицима (присмотра, хапшења, лишавање положаја и права, антихришћанска пропаганда, атеистички васпитно-образовни систем) наставиће се и током 70-их и 80-их година; поједини случајеви изазивају револт домаће и међународне јавности (нпр. суђење Владимиру Порешу 1980.).
Од средине 80-их година положај РПЦ се побољшава: враћају се храмови, манастири и одузета имовина, обнавља монашки живот, обуставља антитеистичка пропаганда, расветљавају злочини власти (између осталог, званична комисија коју је образовала Државна дума обзнањује податак да је у годинама совјетског режима живот изгубило 200.000 свештених лица). На Сабору 1988. доноси се решење о канонизацији 9 угодника Божијих и прихвата нови Устав РПЦ, у чијој су основи решења Сабора из 1917—1918. године; нове канонизације и решења битна за устројство и правни статус РПЦ биће предмет потоњих сабора (1989, 1990, 1992. и 1994).